# Гуладты
Гуладты (дарг. Гъуладти) — село в Дахадаевском районе Дагестана. Административный центр Гуладтынского сельсовета.

## География
Село соседствует с селами Цугни и Бутри, Хуршни, Мирзита, Бакни и Урари.
Между сёлами Гуладты и Урари протекает река Хулахерк, приток реки Дживус.

## Население
| 1888 | 1895 | 1926 | 1939 | 1970 | 1989 | 2002 |
| ---- | ---- | ---- | ---- | ---- | ---- | ---- |
| 726  | ↘699 | ↘538 | ↗589 | ↗614 | ↗620 | ↗688 |
| 2010 | 2021 |      |      |      |      |      |
| ↘662 | ↘450 |      |      |      |      |      |

## История
Согласно эпиграфическим данным, в 1482 году в селе была восстановлена мечеть.

## Известные уроженцы
- Магомед Османович Раджабов — Кандидат биологических наук.

## Социальная сфера
В селении функционируют средняя школа, две библиотеки, Дом культуры, народный театр, врачебная амбулатория.